# Dietwin (Bischof)
Dietwin (auch Theodwin, lat. Theoduinus, nl. Diederik van Beieren, fr. Théoduin de Bavière; † 23. Juni 1075) war von 1048 bis zu seinem Tod Bischof von Lüttich.

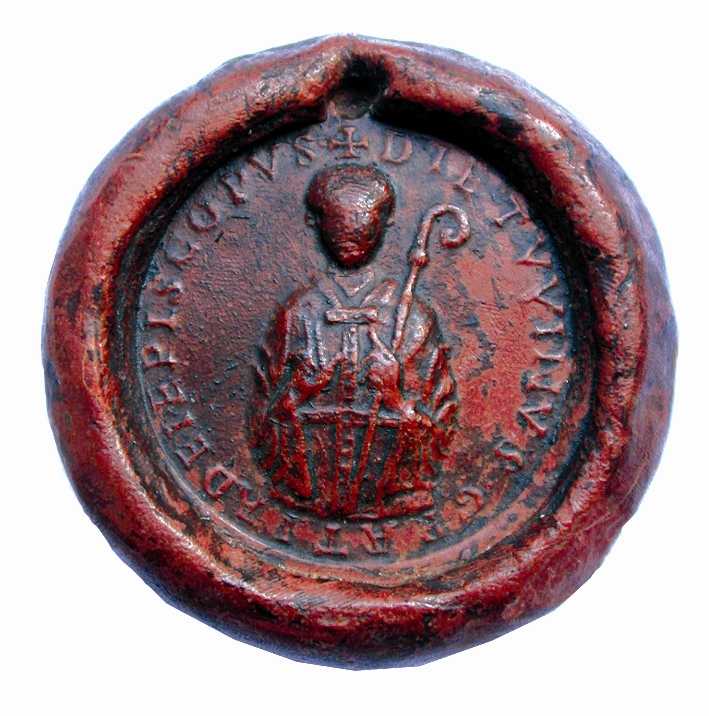
Siegel des Bischofs

## Leben
Er entstammte einem bayerischen Adelsgeschlecht und war wohl mit Heinrich III. verwandt. Von diesem wurde er auch zum Bischof von Lüttich gemacht. Dietwin konnte sich in seinem Machtbereich rasch Anerkennung verschaffen und stand in der Folge auf Seiten des Reiches. In den Konflikten mit den benachbarten Fürsten, etwa gegen Dietrich von Holland oder Gottfried den Bärtigen von Lothringen, stand er teilweise selbst an der Spitze seiner Truppen.
Mit seiner Treue zum König erregte er Unwillen bei Gregor VII. Die Gräfin Richilde von Hennegau trug ihm 1071 ihren Allodialbesitz zu Lehen auf, wenn der Bischof vom König Hilfe gegen Robert von Flandern erhalten würde. Für den Besitz hatte Dietwin eine beträchtliche Geldsumme zu zahlen. Kurze Zeit später übertrug Heinrich IV. auch die Reichslehen auf die Lüticher Kirche, mit der Maßgabe sie an Herzog Gottfried von Niederlothringen zu übergeben, der diese wiederum als Afterlehen an Richilde und ihren Sohn übergab. Auf Grund seiner Treue hat Heinrich IV. Dietwin für die Zeit des Feldzuges gegen die Sachsen Königin Berta zum Schutz anvertraut.
Im Jahr 1066 erließ er ein Privileg für die Stadt Huy, in der wohl erstmals Regelungen zur Stellung von zugewanderten Unfreien in einer Stadt getroffen wurden. Er förderte in seiner Diözese unter anderem die Domschule in Lüttich. Wie sein Vorgänger Wazo unterstützte er den Chronisten Anselm. Zu seiner Zeit waren unter anderem Friedrich von Lothringen (später Papst Stephan IX.) und Hermann (später Bischof von Metz) Mitglieder des Domkapitels.
Überliefert ist von ihm ein Brief an den Bischof Imad von Paderborn (Epistola ad Imadum episcopum Paderbornensem). In diesem berichtet er über die Geschichte der Klöster Stablo und Malmedy.
Nach seinem Tod wurde er in der Kirche Notre Dame in Huy bestattet.